# むくり鮒
むくり鮒（むくりぶな）は、山形県川西町、置賜地方の郷土料理。
背開きしたフナを素焼きにした後に2度素揚げし、甘辛いタレで味付けした料理であり、フナの頭から尾まで骨ごと食べられる。
上杉鷹山が冬場のタンパク源として推奨したともいわれている。「むくり」は、「めくる」の置賜弁「むくる」が語源とされている。フナの背を開くことから、「開運」の意で縁起が良いとされ、祝いの席や正月の御節料理の一品として食べられている。
かつては、各家庭でも作られていたが、近年では冬に出回る希少品となっている。2023年時点では置賜でむくり鮒を製造しているのは玉庭農産物加工センターだけである。川西町玉庭地区では、初夏から晩秋にかけて転作田でフナを養殖し、年末にむくり鮒へと加工するのが風物詩になっている。